# Cécilia Paroldi
Cécilia Paroldi est une actrice française née dans le 15e arrondissement de Paris le 2 mai 1924.

## Théâtre
- 1944 : Un Don Juan[2] de Michel Aucouturier, mise en scène Jean Darcante, Comédie des Champs-Élysées
- 1950 : Le Bal des voleurs  de Jean Anouilh au Théâtre de l'Atelier [3]

## Filmographie
- 1939 : Grand-père [4] (non créditée) de Robert Péguy
- 1942 : Haut-le-Vent, de Jacques de Baroncelli
- 1943 : Des jeunes filles dans la nuit de René Le Hénaff
- 1943 : Les Mystères de Paris de Jacques de Baroncelli : Fleur de Marie
- 1945 : Le Père Goriot de Robert Vernay : Victorine
- 1946 : Un ami viendra ce soir de Raymond Bernard : Claire, la postière
- 1946 : Mensonges[1] (alias "La sacrifiée") de Jean Stelli : Juliette
- 1947 : Voyage Surprise de Pierre Prévert : Florence, la jeune mariée
- 1949 : Rendez-vous de juillet (non créditée) de Jacques Becker
- 1951 : Deux Sous de violettes (non créditée) de Jean Anouilh